# Рубинштейн, Моисей Матвеевич
Моисей Матвеевич Рубинштейн (15 [27] июня 1878, с. Захарово, Забайкальская область, Российская империя — 3 апреля 1953, Москва, СССР) — русский и советский психолог, педагог и философ. Организатор и первый ректор Иркутского государственного университета. Занимался вопросами теории личности, социальной психологии, педагогической психологии, психологии юношества, отстаивал принцип взаимодействия семьи со школой.

## Биография
Родился в семье купца Матвея Яковлевича Рубинштейна и Елены Лейзеровны (Лазаревны) Самсонович. Его дед Яков Михайлович Рубинштейн, поселившийся в Верхнеудинске не позднее начала 1870-х годов, был одним из основателей еврейской общины города. Учился в Верхнеудинском уездном училище и Иркутской губернской гимназии, которую окончил в 1899 году. Поступил в Казанский университет, но подав прошение, выехал на стажировку в Берлинский университет, а затем продолжил обучение на естественном отделении Фрейбургского университета Перейдя на философский факультет Фрейбургского университета, он окончил его в 1905 году; защитив докторскую диссертацию, он получил учёную степень доктора философии magna cum laude и медаль. В это время в журнале «Kantstudien» на немецком языке была опубликована его работа «Логические основы системы Гегеля и конец истории» (её краткий перевод на русском языке был напечатан в 1905 году в журнале «Вопросы философии»). С 1906 года он работал в Берлине, Дрездене, Гейдельберге.
После возвращения в Россию, с 1909 года он стал преподавать в Москве на Высших женских курсах В. А. Полторацкой. В 1910 году М. М. Рубинштейн стал деканом педагогического отделения на московских педагогических курсах Д. И. Тихомирова.
В 1912 году, после сдачи магистерских экзаменов в Московском университете, Рубинштейн получил должность приват-доцента на кафедре философии. Также он стал действительным членом Московского психологического общества. В это время он сблизился с рядом учёных: А. Е. Крымским, Г. Г. Шпетом, А. С. Орловым, А. А. Фортунатовым, редактором журнала «Вопросы философии и психологии» Л. М. Лопатиным и многими другими.
В 1918—1919 годах М. М. Рубинштейн руководил открытым Временным Сибирским правительством, в Иркутске, Восточно-Сибирским университетом. Вскоре после установления в Иркутске советской власти, 27 января 1920 года он отказался от должности ректора и преподавательской деятельности в университете и организовал Восточно-Сибирский педагогический институт народного просвещения. В мае 1923 года Рубинштейн покинул Иркутск и возвратился в Москву.
В 1930-х годах преподавал в МВТУ, МГПИ, Центральном институте физической культуры, в 1941—1942 годах в Красноярском педагогическом институте; в 1943—1951 годах — профессор кафедры педагогики МГПИ.
Похоронен на Введенском кладбище (8 уч.).

## Семья
- Сыновья — писатель Виктор Важдаев; физикохимик Александр Рубинштейн; правовед-цивилист Борис Рубинштейн (1902—1937); дирижёр Владимир Рубинштейн.
- Племянники — библиограф и краевед Анна Гдальевна Боннер (1902—1975)[3] и доктор экономических наук, профессор Московского института народного хозяйства имени Г. В. Плеханова Лев Матвеевич Мордухович (1902—1989).
- Внучатая племянница — правозащитница Елена Георгиевна Боннэр[4].

## Философские взгляды
Преобладающий круг интересов Рубинштейна — философия воспитания и образования личности. Эти проблемы рассматриваются им в глобальном контексте миро- и жизнепонимания. Центральная задача главного философского труда («О смысле жизни», ч. 1. Л., 1927; ч. 2. М., 1927) — поиск правдиво-жизненного мировоззрения, способного «осветить действительную жизнь и углубить её». В развитии такого мировоззрения отводил важную роль своей концепции «монистического идеал-реализма и творческого антропоцентризма», свободной от трансцендентных моментов. Книга подверглась ожесточённой идеологической критике, положившей конец публикации философских работ Рубинштейна.

## Память

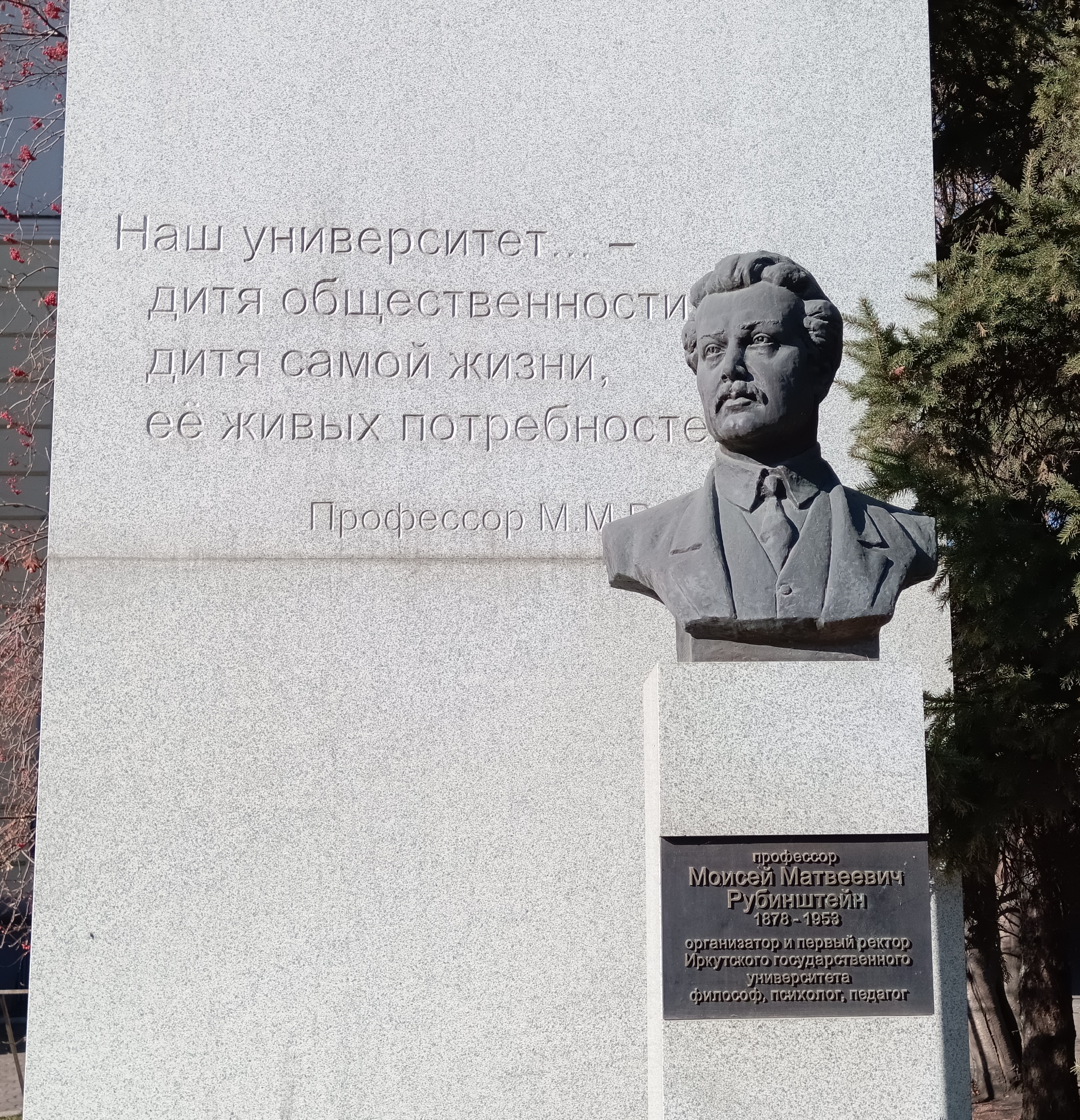

27 октября 2018 года, в честь 100-летия основания Иркутского государственного университета, у административного здания ИГУ был открыт памятник М.М. Рубинштейну.

## Сочинения
- Рубинштейн М. М. Идея личности как основа мировоззрения. — М., 1909.
- Рубинштейн М. М. Социализм и индивидуализм: Критически-философский очерк. — М., 1909.
- Рубинштейн М. М. Das Wertsystem Hegels und die entwertete Persönlichkeit (Система ценностей Гегеля…) // «Kantstudien», 1910
- Рубинштейн М. М. Философия истории в романе Л. Н. Толстого «Война и мир» // Русская мысль, 1910
- Рубинштейн М. М. Вопрос о совместном обучении в свете современной педагогики. — М.: Тип. Т-ва Кушнерев и К°, 1912. — 38 с.
- Рубинштейн М. М. Очерк педагогической психологии в связи с общей педагогикой. — 1-е изд. — М., 1913.
- Рубинштейн М. М. Современное образование и нравственность М.: типолитогр. т-ва И.Н. Кушнерев и Кº, 1917. — 47 с. — Отд. отт. из журн. «Вестник воспитания», 1917, № 1.
- Рубинштейн М. М. Общественное или семейное воспитание? — М., 1916. || . — 2-е изд. — М., 1918.
- Рубинштейн М. М. Очерк педагогической психологии в связи с общей педагогикой. — 3-е изд., пересмотр. и доп. — М.: Задруга, 1920.
- Рубинштейн М. М. Платон — учитель. — Иркутск, 1920.
- Рубинштейн М. М. Основы трудовой школы, 1920.
- Рубинштейн М. М. История педагогических идей в её основных чертах. — 3-е изд. — Иркутск, 1922. (1-е изд. — 1916)
- Рубинштейн М. М. Проблема «Я», как исходный пункт философии. — Иркутск, 1923. — 37 с.
- Рубинштейн М. М. Проблема «Я», как исходный пункт философии // Сб. трудов профессоров и преподавателей Иркутского ун-та. — Иркутск, 1923. — Вып. 5.
- Рубинштейн М. М. Эстетическое воспитание детей. — Изд. 3-е , испр. — М.: Т-во «В. В. Думнов, наследн. бр. Салаевых», 1924. — 118, [2] с.
- Рубинштейн М. М. На путях к педагогическому самообразованию, 1925
- Рубинштейн М. М. Социально-правовые представления и самоуправление у детей. — М.: Право и жизнь, 1925. — 183 с. : табл.
- Рубинштейн М. М. Половое воспитание с точки зрения интересов культуры. — М., 1926.
- Рубинштейн М. М., Игнатьев В. Е. Психология, педагогика и гигиена юности. — М., 1926.
- Рубинштейн М. М. О смысле жизни. Ч. 1. Историко-критические очерки. — Л., 1927. — Т. 1.; 
  - О смысле жизни. Ч. 2. Философия человека. — Л., 1927. — Т. 2.
- Рубинштейн М. М. Проблема учителя, 1927.
- Рубинштейн М. М. Основы общей методики. — [Л.]: Мир, 1927. — 176 с.
- Рубинштейн М. М. Проблема учителя. — М.: Моск. акционер. изд. о-во, 1927. — 173, [3] с.
- Рубинштейн М. М. Юность: По дневникам и автобиографическим записям. — М., 1928.
- Рубинштейн М. М. Воспитание читательских интересов у школьников. — М., 1950.